# آرنه إريكسن
آرنه إريكسن (بالنرويجية البوكمول: Arne Eriksen)‏ (11 يونيو 1918 - 24 يوليو 2013) هو لاعب كرة قدم نرويجي في مركز مهاجم ‏. شارك مع منتخب النرويج لكرة القدم. أما مع النوادي، فقد لعب مع Sarpsborg FK ‏.

## وصلات خارجية
- آرنه إريكسن على موقع اتحاد النرويج (النرويجية)
- آرنه إريكسن على موقع قاعدة بيانات كرة القدم.إي يو (الإنجليزية)
- آرنه إريكسن على موقع عالم كرة القدم.نت (الإنجليزية)